# Michael Rippon
Michael James Rippon (nacido el 14 de septiembre de 1991) es un jugador de críquet holandés-sudafricano. En julio de 2018, fue nombrado en el equipo holandés One Day International (ODI), para su serie contra Nepal. Ahora es elegible para ser seleccionado por el equipo nacional de cricket de Nueva Zelanda. En noviembre de 2020, Rippon fue nombrado en el equipo de cricket A de Nueva Zelanda para los partidos de práctica contra el equipo de gira de las Indias Occidentales.

## Primeros años y carrera
En julio de 2018, Rippon fue nombrado en el equipo holandés One Day International (ODI), por su serie contra Nepal.
En junio de 2018, se le otorgó un contrato con Otago para la temporada 2018-19. En junio de 2019, fue seleccionado para jugar para el equipo de franquicia de los Vancouver Knights en el torneo Global T20 Canadá de 2019. En junio de 2020, Otago le ofreció un contrato antes de la temporada de cricket nacional 2020-21.